# Acer stachyophyllum
Acer stachyophyllum é uma espécie de árvore do gênero Acer, pertencente à família Aceraceae.